# El Collado Blanco
El Collado Blanco és un lloc ubicat al terme municipal de Cirat, a la comarca de l'Alt Millars, País Valencià.
Es troba al costat de la central elèctrica que duu el mateix nom i aprofita les aigües del riu Millars. El lloc tenia 3 habitants en l'any 2009, tot i que actualment es troba abandonat.
L'indret donava serveis i habitatges als operaris de la central i els seus familiars, i comptava amb diverses instal·lacions: escola, capella, economat, zones esportives, etc.